# 奥恩河畔圣奥贝尔
奥恩河畔圣奥贝尔（法語：Saint-Aubert-sur-Orne，法語發音：[sɛ̃.t‿obɛʁ syʁ ɔʁn] ⓘ）是法国奥恩省的一个旧市镇，位于该省北部偏西，属于阿让唐区。2016年1月1日，奥恩河畔圣奥贝尔和相邻的另外8个市镇合并为新市镇皮唐日勒拉克（Putanges-le-Lac）。

## 地理
奥恩河畔圣奥贝尔（48°47'22"N, 0°19'52"W）面积9.69 平方千米，位于法国诺曼底大区奧恩省，该省份为法国西北部内陆省份，北起顺时针与卡爾瓦多斯省、厄尔省、厄尔-卢瓦省、萨尔特省、马耶讷省和芒什省接壤。
与奥恩河畔圣奥贝尔接壤的市镇（或旧市镇、城区）包括：谢讷杜伊、拉福雷欧夫赖、梅尼勒埃尔梅、拉博当热、莱罗图尔、奥恩河畔圣克鲁瓦、圣奥诺里内-拉吉洛姆。
奥恩河畔圣奥贝尔的时区为UTC+01:00、UTC+02:00（夏令时）。

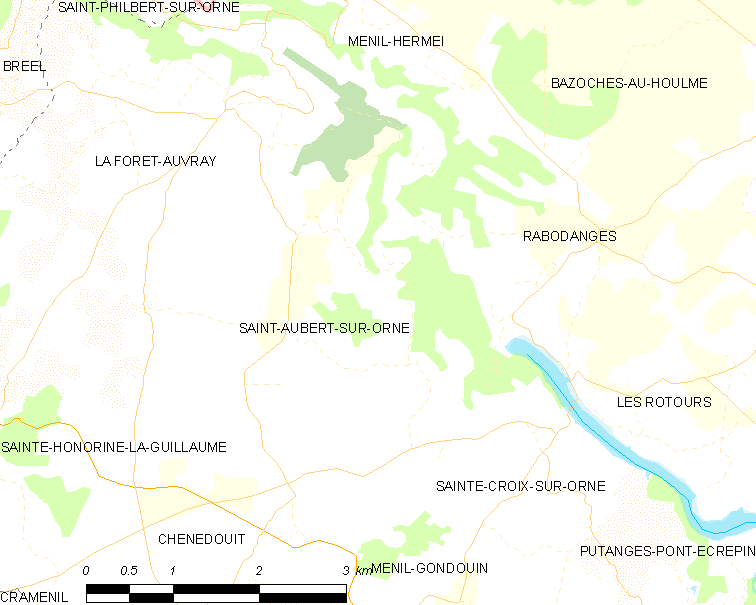
奥恩河畔圣奥贝尔的OSM定位图

## 行政
奥恩河畔圣奥贝尔的邮政编码为61210，INSEE市镇编码为61364。

## 政治
奥恩河畔圣奥贝尔所属的省级选区为阿蒂斯-瓦勒德鲁夫尔县。

## 人口

1962-2008年间奥恩河畔圣奥贝尔人口变化图示

奥恩河畔圣奥贝尔于2018年1月1日时的人口数量为99人。